# Anywhere (Rita Ora)
Anywhere è un singolo della cantante britannica Rita Ora, il secondo estratto dal secondo album in studio Phoenix e pubblicato il 20 ottobre 2017.
Il brano è stato scritto da Ora, Ali Tamposi, Brian Lee, Alesso, Andrew Watt e Sir Nolan.

## Video musicale
Il video musicale è stato diretto da Declan Whitebloom e girato a New York, con scene girate a Times Square, Hudson River, Meatpacking District e Manhattan.

## Tracce
Download digitale
1. Anywhere – 3:35

## Classifiche
| Classifica (2017-18) | Posizione massima |
| -------------------- | ----------------- |
| Australia            | 14                |
| Austria              | 18                |
| Belgio (Fiandre)     | 17                |
| Belgio (Vallonia)    | 13                |
| Danimarca            | 25                |
| Francia              | 109               |
| Germania             | 18                |
| Lussemburgo          | 9                 |
| Nuova Zelanda        | 23                |
| Paesi Bassi          | 20                |
| Portogallo           | 54                |
| Regno Unito          | 2                 |
| Spagna               | 64                |
| Svezia               | 47                |
| Svizzera             | 7                 |